# Mabelkis Capote
Mabelkis Capote Pérez (ur. 5 czerwca 1998) – kubańska zapaśniczka startująca w stylu wolnym. Brązowa medalistka igrzysk panamerykańskich w 2019, mistrzostw panamerykańskich w 2018, a także igrzysk Ameryki Środkowej i Karaibów w 2018. Wicemistrzyni Ameryki Środkowej i Karaibów w 2018. Mistrzyni panamerykańska juniorów w 2015 i 2017, druga w 2016 roku.